# Bruce Payne
Bruce Martyn Payne, angleško-ameriški igralec, producent, scenarist, filmski režiser in gledališki režiser * 22. november 1958 Addlestone, Woking, Surrey, Anglija.                                            
Payne se je z igranjem začel zanimati že v mladih letih. Šolal se je na Kraljevi akademiji dramske umetnosti (RADA) v Londonu in se v poznih osemdesetih letih srečal z Brit Packom enim od mladih britanskih igralcev. Payne je znan, priljubljen, spoštovan in priznan po celem svetu.  
Payne je najbolj znan po upodobitvi likov, kot so Charles Rane v filmu Passenger 57, Jacob Kell v Highlanderju: Endgame, in Damodar v Dungeons & Dragons and Dungeons & Dragons 2: Wrath of the Dragon God. Njegove znane vloge so Frankie v Kounterfeitu, Dr. Burton v Silence Like Glass in doktor Baker v filmu Britannic (2000). 

## Filmografija

### Kot igralec
| Leto | Film                                    | Vloga                    | Opombe |
| ---- | --------------------------------------- | ------------------------ | ------ |
| 1982 | Privati na paradi                       | Urednik Kevin Cartwright |        |
| 1983 | The Keep                                | Border Guard             |        |
| 1984 | Oxford Blues                            | Peter Howles             |        |
| 1985 | 985 Otrok Billy in vampir v zeleni bazi | T.O. (Tisti)             |        |
| 1986 | Caprice                                 | Jack                     |        |
| 1988 | Sadjarski stroj ali Čudežna dežela      | Echo                     |        |
| 1989 | Zwei Frauen ali Tišina kot steklo       | Dkctor Burton            |        |
| 1991 | Pirati                                  | Liam                     |        |
| 1992 | 57 potnik                               | Charles Rane             |        |
| 1993 | Popolni mrk                             | Adam Garou               |        |
| 1995 | Pravičnost                              | Karl Savak               |        |
| 1999 | Čistilci                                | Doktor Cecil Hopper      |        |
| 2000 | Britannic                               | Doktor Baker             |        |
| 2001 | Ripper                                  | Marshall Kane            |        |
| 2002 | Ukradite ali vozite                     | Poročnik Macgruder       |        |
| 2003 | Newtonov zakon                          | Oče                      |        |
| 2007 | Sporočila                               | Doctor Robert Golding    |        |
| 2010 | Zvezdni ples                            | Harry                    |        |
| 2014 | Zadnje poveljevanje                     | Kate                     |        |
| 2016 | V jutru                                 | James                    |        |
| 2019 | Kisel pit stop                          | Jakob                    |        |